# Jenaama Bozo jezik
Jenaama Bozo jezik (ISO 639-3: bze; boso, corogaama, djenaama, nononke, sarkanci, sarkawa, sorko, sorogaama), nigersko-kongoanski jezik iz Malija čija se četiri dijalekta govore između rijeka Bani i Niger (dijalekt pondori); između rijeka Diaka i Nigera (dijalekt kotya); od Moptija do jezera Débo (dijalekt Korondougou); oko jezera Débo (Debo dijalekt). 
Pripadnici etničke grupe sebe zovu ‘Sorogo’ (sg.), ‘Sorogoye’ (pl.), a svoj jezik ‘Sorogama’, što znači jezik (naroda) Bozo. Pripadnici etničkih grupa Nononke i Somono, također govore jezikom jenaama bozo, i to kao prvim jezikom. Nononke su često nazivani Marka, da naglase svoje Soninke ili Malinke porijeklo. Narod Somono zove sebe ‘Komuo’ (sg.) u (pl.) ‘Kombye’.
Pripada jezičnoj skupini boso, šira skupina soninke-boso, i jedini je predstavnik podskupine jenaama. U Nigeriji žive u državama Niger, Kwara i Kebbi; svi su po zanimanju ribari.

## Vanjske poveznice
- Ethnologue (14th)
- Ethnologue (15th)